# Хедда Хоппер
Хедда Хоппер (англ. Hedda Hopper, 2 мая 1885 — 1 февраля 1966) — американская актриса и обозревательница светской хроники.

## Биография

### Юность
Хедда Хоппер, урождённая Эльда Ферри (англ. Elda Furry), родилась в городе Холлидейсберге в штате Пенсильвания 2 мая 1885 в семье немецких анабаптистов. Когда ей исполнилось три года, её семья, где помимо неё было ещё семеро детей, переехала в близлежащий город Алтуну, где отец Эльды Ферри владел мясным магазином.
Повзрослев, Ферри покинула родительский дом и перебралась в Нью-Йорк, где стала работать хористкой на Бродвее. Подобная работа не принесла ей совершенно никакого успеха, а дальнейшие её попытки прижиться на Бродвее не увенчались успехом. Так, например, Флоренз Зигфелд назвал её «неуклюжей коровой» и отказал в её просьбах получить роль в его популярном шоу. После нескольких лет скитаний Ферри удалось попасть в труппу театральной компании ДеВольфа Хоппера, с которой в дальнейшем она много гастролировала по США в качестве хористки и дублёрши. Со временем она поняла, что её профессии не помогут ей стать знаменитой, и выходом из сложившейся ситуации могла стать лишь работа в основном актёрском составе труппы. Вскоре ей удалось выпросить себе одну из главных ролей в пьесе «Деревенский мальчик», с которой она успешно выступала последующие несколько месяцев во многих штатах.
Дальнейшему росту в театральной труппе способствовало и начало романа с её директором ДеВольфом Хоппером, за которого в 1913 году она вышла замуж и стала Эльдой Хоппер. Предыдущих четырёх жён Хоппера звали Элла, Ида, Эдна и Нелли, что было созвучно с именем Эльда и тем самым её совсем не устраивало. Хоппер решила сменить своё имя и после консультации с нумерологом остановила свой выбор на имени Хедда. В 1915 году у пары родился сын Уильям Хоппер, ставший впоследствии актёром.

### Карьера

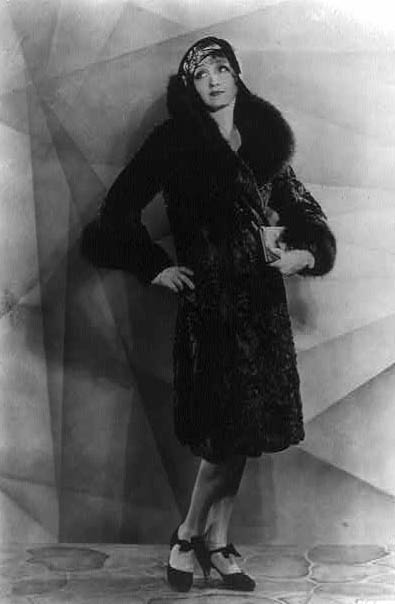
Хедда Хоппер в 1929 году

В 1916 году состоялся дебют Хедды Хоппер в кино в немом фильме «Битва сердец». В последующие двенадцать лет она появилась более чем в 120 кинокартинах, исполняя преимущественно роли светских дам. После того, как к середине 1930-х годов её кинокарьера пошла на спад, Хоппер решила искать для себя новые источники дохода, так как к этому времени уже рассталась с мужем. В 1937 году ей предложили начать карьеру в качестве журналистки светской хроники и заниматься делом, которое она всегда выполняла умело — собирать сплетни. Её колонка под названием «Голливуд Хедды Хоппер» в газете «Los Angeles Times» впервые вышла в свет 14 февраля 1938 года. Новая профессия принесла Хоппер большой успех и популярность, чего ей так и не удалось добиться, пока она стремилась к становлению в качестве актрисы.
Приход Хоппер в мир голливудских сплетен стал началом её многолетней вражды с ещё одной обозревательницей светской жизни Луэллой Парсонс, носившей до 1938 года неоспоримый титул «Королевы Голливуда». В 1920-е годы они были подругами, и Хоппер часто снабжала Парсонс, в то время работавшую в Нью-Йорке, различными сплетнями из жизни голливудских звёзд. Их взаимное противостояние, наполненное яростными саркастическими высказываниями в адрес друг друга, длилось с переменным успехом вплоть до смерти Хоппер.
Появляясь на публике, Хедда Хоппер каждый раз приковывала к себе внимание своими различными шляпками, большой фанаткой которых она являлась. Её любовь к шляпам даже нашла отражение в фильме 1946 года «Голливудский завтрак», где прозвучала песня «Шляпка для Хедды Хоппер» (англ. «A Hat for Hedda Hopper»).
Хоппер также была известна тем, что ей раньше других (иногда её всё же опережала Парсонс) удавалось получить нужное интервью у той или иной знаменитости, а также тем, что она нещадно могла расправиться в своей колонке с теми, кто плохо о ней отзывался. По слухам, образ вымышленного обозревателя Джей Джея Хансекера, исполненного Бертом Ланкастером в фильме «Сладкий запах успеха», был навеян Хеддой Хоппер.

### Критика
Хедда Хоппер часто критиковалась за агрессивные нападки на кинозвёзд, особенно в эпоху маккартизма. В 1940-х годах гонениям с её стороны подвергся Чарли Чаплин за левые политические взгляды, что во многом повлияло на его вынужденную эмиграцию в Швейцарию. В своей колонке Хоппер также неоднократно пыталась разоблачить геев в Голливуде: она писала о любовных связях Кэри Гранта и Рэндольфа Скотта, но Грант в то время был настолько популярен, что штамп гея к нему так и не приклеился, а также о связи Стюарта Грейнджера и Майкла Уайлдинга, за что последний подал на Хоппер иск за клевету и выиграл дело. Критике Хоппер также подверглась актриса Сейзу Питтс. Её Хоппер считала похожей на хорька, а также писала, что с подобной физиономией не следовало бы удивляться, что её кинокарьера не состоялась.
Подобные сплетни порой переходили все границы и многие звёзды часто с жёсткостью на них отвечали. После публикации сплетен об отношениях Кэтрин Хепбёрн и Спенсера Трейси Хоппер получила от последнего пинок под зад при встрече в одном из клубов Лос-Анджелеса. После того, как Хоппер напечатала в своей колонке о внебрачной связи между Джозефом Коттеном и Диной Дурбин, Коттен подкараулил журналистку на одном из социальных мероприятий и вытащил из-под неё стул, на который она должна была сесть. Джоан Фонтейн послала Хоппер в подарок на День святого Валентина скунса с запиской «Я воняю, как ты».

### Радио, телевидение, кино
В 1939 году у Хоппер появилось собственное шоу на радио, которое перекочевав по нескольким радиостанциям, с успехом просуществовало до 1947 года. Позднее у неё было и шоу на телевидении, транслировавшееся на канале CBS. В то же время Хедда Хоппер периодически появлялась на экранах в качестве актрисы. У неё были роли в фильмах «Женщины» (1939), «Пожнёшь бурю» (1942), а также она сыграла саму себя в знаменитом нуаре Билли Уайлдера «Бульвар Сансет», где освещала убийство в доме Нормы Десмонд. Хедда Хопер написала две автобиографии: «Из-под шляпы» в 1952 году и «Вся правда и ничего кроме» в 1962 году.

### Смерть
Хедда Хоппер оставалась активна в качестве обозревательницы светской хроники вплоть до своей смерти от двусторонней пневмонии 1 февраля 1966 года в возрасте 80 лет. Она была похоронена в Алтуне в штате Пенсильвания, где провела детство. Её вклад в киноиндустрию отмечен звездой на Голливудской аллее славы.
В 1985 году был снят телевизионный фильм «Происки в стране чудес», повествующий о непростых взаимоотношениях Хедды Хоппер и Луэллы Парсонс. Роль Хоппер в фильме исполнила Джейн Александер, получившая за неё номинацию на премию «Эмми». Персонаж Хедды Хоппер также появляется в телефильме «Лиз: История Элизабет Тейлор» (1995) в исполнении Катерин Хелмонд, в фильме «Трамбо» (2015) в исполнении Хелен Миррен, и в сериале «Вражда» в исполнении Джуди Дэвис.

## Избранная фильмография
| Год  |   | Русское название | Оригинальное название | Роль          |
| ---- | - | ---------------- | --------------------- | ------------- |
| 1927 | ф | Крылья           | Wings                 | миссис Пауэлл |